# Meeting international Mohammed VI d'athlétisme 2024
Il Meeting international Mohammed VI d'athlétisme 2024 è stata la 15ª edizione dell'annuale meeting di atletica leggera, quarta tappa del circuito Diamond League 2024. Le competizioni hanno avuto luogo presso lo Stadio di Marrakech a Marrakech il 19 maggio 2024, a causa dei lavori di ristrutturazione dello Stadio Moulay Abdallah di Rabat.

## Programma[3]
| # | Orario | Specialità       |
| - | ------ | ---------------- |
| 1 | 19:14  | 800 metri piani  |
| 2 | 19:15  | Salto triplo     |
| 3 | 19:41  | Lancio del disco |
| 4 | 19:48  | 400 metri piani  |
| 5 | 19:57  | 1500 metri piani |
| 6 | 20:22  | 100 metri piani  |
| 7 | 20:46  | 3000 metri siepi |

| # | Orario | Specialità         |
| - | ------ | ------------------ |
| 1 | 18:00  | Salto in alto      |
| 2 | 18:26  | Getto del peso     |
| 3 | 18:50  | Salto con l'asta   |
| 4 | 19:34  | 400 metri ostacoli |
| 5 | 19:24  | 5000 metri piani   |
| 6 | 20:10  | 200 metri piani    |
| 7 | 20:33  | 800 metri piani    |

     Specialità valide per la Diamond League

## Risultati
Di seguito i primi tre classificati di ogni specialità.

### Uomini
| Specialità       | 1º classificato     | Prestazione | 2º classificato   | Prestazione | 3º classificato  | Prestazione |
| 100 m            | Emmanuel Eseme      | 10"11       | Andre De Grasse   | 10"19       | Jeremiah Azu     | 10"25       |
| 400 m            | Alexander Doom      | 44"51       | Muzala Samukonga  | 44"54       | Bayapo Ndori     | 44"59       |
| 800 m            | Emmanuel Wanyonyi   | 1'43"84     | Wycliffe Kinyamal | 1'43"98     | Yanis Meziane    | 1'44"13     |
| 1500 m           | Azeddine Habz       | 3'32"86     | George Mills      | 3'33"47     | Elliot Giles     | 3'33"50     |
| 3000 m siepi     | Soufiane el-Bakkali | 8'09"40     | Getnet Wale       | 8'09"78     | Amos Serem       | 8'10"82     |
| Salto triplo     | Lázaro Martínez     | 17,10 m     | Pedro Pichardo    | 16,92 m     | Almir dos Santos | 16,90 m     |
| Lancio del disco | Mykolas Alekna      | 70,70 m     | Matthew Denny     | 67,74 m     | Daniel Ståhl     | 67,49 m     |

     Prestazione che stabilisce il nuovo record del meeting.

### Donne
| Specialità       | 1º classificato    | Prestazione | 2º classificato  | Prestazione | 3º classificato                     | Prestazione   |
| 200 m            | Shericka Jackson   | 22"82       | Maboundou Koné   | 22"96       | Hélène Parisot                      | 23"02         |
| 800 m            | Prudence Sekgodiso | 1'57"26     | Habitam Alemu    | 1'57"70     | Noélie Yarigo                       | 1'59"96       |
| 5000 m           | Medina Eisa        | 14'34"16    | Fotyen Tesfay    | 14'34"21    | Edinah Jebitok                      | 14:35.64      |
| 400 m hs         | Rushell Clayton    | 53"98       | Shiann Salmon    | 54"27       | Anna Ryžykova                       | 55"09         |
| Salto in alto    | Angelina Topić     | 1,98 m      | Christina Honsel | 1,91 m      | Lia Apostolovski                    | 1,91 m        |
| Salto con l'asta | Angelica Moser     | 4,73 m      | Roberta Bruni    | 4,65 m      | Elisa Molinarolo Katerina Stefanidi | 4,55 m 4,55 m |
| Getto del peso   | Chase Jackson      | 20,00 m     | Yemisi Ogunleye  | 19,40 m     | Sarah Mitton                        | 19,36 m       |

     Prestazione che stabilisce il nuovo record del meeting.